# The Lost Vikings
The Lost Vikings es un videojuego de plataformas clásico desarrollado por Blizzard Entertainment (entonces Silicon & Synapse) en 1992. Los protagonistas son tres vikingos: Erik, Olaf y Baleog, que son abducidos por el malvado alienígena Tomator y que deben resolver niveles a lo largo de diferentes mundos para volver a su hogar. Erik puede saltar y empotrarse contra enemigos y objetos, Baleog puede atacar con espada y disparar flechas, y Olaf puede detener a la mayoría de los enemigos con su escudo y planear utilizando su escudo como ala delta. Al ser heridos, los vikingos pierden puntos de resistencia, que pueden ser regenerados con comida que se encuentra en los niveles. Si pierden todos los puntos de vida, mueren. Para pasar el nivel, todos los vikingos deben ser trasladados al punto final con vida. Generalmente, estos niveles exigen un trabajo de los tres personajes en equipo para llegar hasta el final.
Los mundos que deben atravesar los vikingos son:
- El espacio: La nave de Tomator está presente al principio y al final del juego. Tomator aparece sólo en el último nivel, en el que debe ser eliminado salir a La prehistoria.
- La prehistoria: Dinosaurios y cavernícolas abundan en este mundo salir al Antiguo Egipto.
- Antiguo Egipto: Escorpiones, guardianes con capacidad de saltar y momias que matan de un solo golpe lo pueblan salir al La gran factoría.
- La gran factoría: Una enorme fábrica llena de artilugios mecánicos que vuelven loco a cualquiera salir a El mundo absurdo.
- El mundo absurdo: Nada es lógico en este mundo, que dependiendo del nivel puede tener una extraña estética roja, azul y blanca, o bien estar formado por chocolate y otros dulces.

- Datos: Q1052386